# Bogalusa Boogie
Bogalusa Boogie — студійний альбом американського музиканта Кліфтона Шеньє, випущений у 1976 році лейблом Arhoolie. 2011 року альбом занесено до Зали слави премії «Греммі».

## Про альбом
Альбом був записаний 27 жовтня 1975 року на студії Studio in the Country в Богалусі, штат Луїзіана. Більшіть композицій були записані однии дублем. Кліфтон Шеньє створив новий гурт the Red Hot Louisiana Band: він тут співає і грає на акордеоні та губній гармоніці, йому акомпанують його старший брат Клівленд Шеньє на пральній дошці, Пол Сенегал на гітарі, Джон Гарт на саксофоні, Джо Бруше на басу та Роберт Пітер на барабанах.
Шеньє співає частково англійською та луїзіансько-креольською мовами.

## Визнання
2011 року альбом Bogalusa Boogie занесено до Зали слави премії «Греммі». У 2016 році Бібліотека Конгресу визнала альбом «культурно, історично або художньо значущим» і внесла його до Національного реєстру аудіозаписів.

## Реакція критиків
Оглядач AllMusic Юджин Чедберн в своїй рецензії поставив Bogalusa Boogie оцінку 4 з 5, зазначивши, що це «добродушний і легкий грув, створений гуртом, повинен бути повчальним для будь-якого музиканта, який хоче навчитися спонукати людей танцювати. Блюзові композиції середнього темпу, такі як «Quelque Chose Sur Mon Idee», справді прекрасні, тоді як інструментальна «Ride 'Em Cowboy» — це просто веселощі, гудки тенор-саксофона та клацаючі звуки пральньної дошки».
Роберт Крістгау написав: «Чіткий, бадьорий, з тенор-саксофоном Джона Харта, який завдає вирішального удару, та Клівлендом Шеньє, який стукотить по пральній дошці, ось де Кліфтон Шеньє нарешті записує одну зі своїх знаменитих вечірок».
The Rolling Stone Album Guide назвав альбом «майже бездоганним записом». The Washington Post назвав його «імовірно найкращим альбомом в жанрі зайдеко усіх часів», написавши, що «як і гурт Мадді Вотерса зразка 1954 року, ансамбль Шеньє 1975 року є одним із найкращих гуртів в американській історії, і вони розривають цей сет, не беручи в полон жодного.».

## Список композицій
Автор музики і слів Кліфтон Шеньє. 
| Сторона А | Сторона А                                                   | Сторона А  |
| #         | Назва                                                       | Тривалість |
| --------- | ----------------------------------------------------------- | ---------- |
| 1.        | «One Step at a Time»                                        | 4:20       |
| 2.        | «Sa M'Appel Fou (They Call Me Crazy)»                       | 3:00       |
| 3.        | «Quelque Chose Sur Mon Idee (There's Something on My Mind)» | 4:00       |
| 4.        | «Ride 'Em Cowboy»                                           | 2:30       |
| 5.        | «Ma Mama Ma Dit (My Mama Told Me)»                          | 3:25       |
| 6.        | «Je Me Reveiller le Matin (I Woke up This Morning)»         | 3:10       |

| Сторона Б | Сторона Б                             | Сторона Б  |
| #         | Назва                                 | Тривалість |
| --------- | ------------------------------------- | ---------- |
| 1.        | «Allons a Grand Coteau»               | 3:10       |
| 2.        | «Je Suis en Recolteur (I'm a Farmer)» | 4:50       |
| 3.        | «Ti Na Na»                            | 3:20       |
| 4.        | «Come Go Along With Me»               | 4:55       |
| 5.        | «Bogalusa Boogie»                     | 3:15       |

## Учасники запису
- Кліфтон Шеньє — вокал, акордеон, губна гармоніка
- Клівленд Шеньє — пральна дошка [рабборд]
- Пол Сенегал — гітара
- Джон Гарт — тенор-саксофон
- Джо Бруше — бас-гітара
- Роберт Пітер — ударні

Технічний персонал
- Кріс Штрахвіц — продюсер, текст
- Лі Петерцелль — звукоінженер
- Джеймс Бенні, Стівен Джарвіс — змішування
- Вейн Поуп — обкладинка
- Майкл П. Сміт — фотографія [обкладинка]